# Ozyptila arctica
Ozyptila arctica là một loài nhện trong họ Thomisidae.
Loài này thuộc chi Ozyptila. Ozyptila arctica được Wladislaus Kulczynski miêu tả năm 1908.